# حاسة بيك
حاسة بيك هو الألبوم التاسع في مسيرة الفنانة نانسي عجرم، وذلك من دون احتساب ألبومات الأطفال التي قدمتها.
تم إصدار الألبوم بتاريخ 21 أبريل 2017، حيث بدأت نانسي التحضير للعمل في عام 2014 واستمر ذلك حتى 2015، وأصدرت أغنية «معقول الغرام» في 15 نوفمبر، والتي وصلت إلى المرتبة الأولى على أنغامي محققة رقماً قياسياً خلال 12 ساعة فقط. كان من المفترض أن تكون هذه الأغنية من الألبوم التاسع إلا أنها أزيلت من مساره في نهاية المطاف.
ألبوم حاسة بيك أو نانسي 9 كان متاحاً للتحميل الرقمي في 21 أبريل من خلال آي تيونز وغيرها من متاجر الإنترنت المدفوع. حقق الألبوم مبيعات عالية لفترة طويلة واحتل المرتبة الأولى في فيرجن ميغا ستور عدد من الدول العربية.
تعاونت نانسي عجرم في الألبوم مع عدد من الشعراء والملحنين والموزعين التقليديين ومنهم: طارق مدكور، وليد سعد، سمير صفير، محمد الرفاعي، أحمد ابراهيم، وهادي شرارة. بالإضافة إلى عدد من المتعاونين الجدد، مثل: خالد تاج الدين، سليم عساف، تامر حسين، وهشام بولس.
بعد أن قدمت عجرم في العام 2014 ألبوم نانسي 8 المتنوع، وانتظرت لثلاث سنوات حتى تقدم ألبوم نانسي 9، كان من المفترض منطقياً أن يكون الألبوم التاسع رائعاً بما أنه انتظر كل هذه المدّة، وبالفعل لاقى الألبوم أصداء إيجابية وانتقادات حسنة من قبل نقاد الموسيقى، واعتبر الألبوم من أفضل ألبومات العام وأفضل ألبومات نانسي بالعموم.

## نمط وتركيب الألبوم
الألبوم موجه لدول الشرق الأوسط وحوض البحر الأبيض المتوسط. من نوع البوب والموسيقى العالمية. يتضمن حوالي 6 أغان من النمط الهادئ الرومنسي والكلاسيكي، والأغاني المتبقية ذات طابع فرح سريع. 7 أغان باللهجة المصرية، 3 بالخليجية أو البيضاء، 4 باللهجة اللبنانية.

## الترويج والإصدار
أعلنت نانسي عجرم عن الألبوم بتاريخ 26 مارس 2017 على كافة وسائل التواصل الاجتماعي الخاصة بها، كما كشفت عن غلاف الألبوم وتاريخ الإصدار المفترض. وبعد ذلك بيومين نشرت فيديو دعائياً رسمياً لمقتطفات من كل أغنية من الألبوم لعدة ثوان. تم إصدار أغنية «الحب زي الوتر» و«كيفك بالحب» كأغان ترويجية. انتشرت الأغاني الترويجية للألبوم عبر الإذاعات والتطبيقات الشهيرة بالأغاني وحققت المراتب الأولى. كما انتشرت اللوحات الإعلانية التي تضم غلاف الألبوم وشغلت شوارع المدن اللبنانية والمصرية في أوائل أبريل. أما الإصدار الرقمي فقد تم في 21 أبريل، وإطلاق السي دي المدمج تم بعد ذلك بيومين في جميع أرجاء الوطن العربي.

## الأغاني الفردية من الألبوم
أول أغنية فردية تم إطلاقها وهي من الألبوم كانت أغنية «عم بتعلق فيك» التي صدرت بتاريخ 16 ديسمبر 2016 حصرياً من خلال أنغامي، والتي حطمت رقماً قياسياً جديداً كأسرع أغنية تصل إلى مليون مشاهدة في تاريخ التطبيق. كما حصلت الأغنية على نجاح تجاري وتصدرت المرتبة الأولى في العديد من الاستطلاعات ومحطات الإذاعات العربية لأسابيع متتالية. في تاريخ 1 يناير تم إصدار الأغنية على القناة الرسمية للفنانة على يوتيوب. كما أعاد غناء الأغنية عدد كبير من الناس والمغنين.
أما أغنية «حاسة بيك» فقد صدرت بتاريخ 6 أبريل، وحققت المرتبة الأولى على تطبيق أنغامي وغيره من محطات الإذاعات العربية والاستطلاعات. وصل الكليب الذي تم إصداره في نفس اليوم إلى نصف مليون مشاهدة في أقل من 24 ساعة. تلعب نانسي في الكليب ما يشبه دوراً هوليودياً قديماً في خضم علاقة حب، والمخرجة ليلى كنعان جعلت من الكليب فكرة غريبة وجديدة لمدة 6 دقائق، بعد أن اعتزلت تصوير الكليب قبل 5 سنوات من ذلك.

## تجارياً
حاسة بيك حقق المركز الأول على HitMarker's Best Selling Albums Chart لمدة 16 أسبوعاً متواصلاً. وتصدر سوق لبنان فيرجن ميغا ستور لمدة 4 أشهر متواصلة، وحقق في مصر ما تعدّى 15 أسبوعاً متواصلة. كذلك في المملكة العربية السعودية والإمارات العربية المتحدة والبحرين.

## كليب حاسة بيك
أصدرت نانسي عجرم كليب أغنية «حاسة بيك» الأغنية الرئيسية في الألبوم قبل إصداره في بدايات شهر أبريل، وذلك من بعد طول انتظار، فاندهش الجميع به وأحبّه الصغير والكبير كثيراً وأشاد الكل بقدراتها التمثيلية التي بلورتها في إطاره وفي صدده، طرحت هذا العمل المصوّر بعد الترويج له عبر «انستغرام» فسجّل نسبة مشاهدة عالية لأنّها لعبت فيه شخصيّتين على الرغم من أنّ مشكلة ما قد طالت عجرم من وراءه، حيث أن مؤلّف الأغنية «خالد تاج الدين» تهجّم على نانسي بطريقةٍ غير مباشرة وعلى المخرجة ليلى كنعان بأسلوبٍ واضحٍ وصريحٍ بعد أن تنبّه إلى أنّ الأخيرة تعمّدت إبراز اسمها وكنيتها بشكلٍ مكشوفٍ وساطعٍ وظاهرٍ وتهمّشت في المقلب الآخر اسمه واسم الموزّع والملحّن الذين أدخلتهم بأسلوبٍ شبه مستور وخافت، وكأنّها لم ترد سوى حجب الأنظار عنهم وتسليط الضوء عليها فقط هي لتأتي كل التعليقات الإيجابيّة لها وحدها على حد قوله.

## الأغاني
| رقم المسار     | عنوان الأغنية   | كلمات           | ألحان          | توزيع          | الطول |
| -------------- | --------------- | --------------- | -------------- | -------------- | ----- |
| 1              | حاسة بيك        | خالد تاج الدين  | خالد عز        | طارق مدكور     | 03:46 |
| 2              | حلم البنات      | سليم عساف       | سليم عساف      | باسم رزق       | 03:41 |
| 3              | خمسة فرفشة      | أيمن بهجت قمر   | وليد سعد       | طارق مدكور     | 04:29 |
| 4              | قلبي بيسأل عيني | أمير طعيمة      | خالد عز        | طارق مدكور     | 04:15 |
| 5              | خراب بيوت       | زياد برجي       | زياد برجي      | هادي شرارة     | 03:29 |
| 6              | الحب زي الوتر   | محمد رفاعي      | وليد سعد       | أحمد إبراهيم   | 04:23 |
| 7              | كيفك بالحب      | منير بو عساف    | هشام بولس      | باسم رزق       | 03:42 |
| 8              | ومعاك           | محمد رفاعي      | محمد يحيى      | هادي شرارة     | 03:41 |
| 9              | مش إنت          | منير بو عساف    | هشام بولس      | باسم رزق       | 03:36 |
| 10             | ظبطت وخططت      | تامر حسين       | وليد سعد       | أحمد إبراهيم   | 03:17 |
| 11             | بالصدفة         | بهاء الدين محمد | وليد سعد       | أحمد إبراهيم   | 04:18 |
| 12             | أي حب وأي غيرة  | خالد المريخي    | طلال           | حسام كامل      | 04:36 |
| 13             | عم بتعلق فيك    | زياد برجي       | زياد برجي      | هادي شرارة     | 03:36 |
| 14             | روح يا شاطر     | صفوح شغالة      | سمير صفير      | بودي نعوم      | 03:59 |
| الطول الإجمالي | الطول الإجمالي  | الطول الإجمالي  | الطول الإجمالي | الطول الإجمالي | 54:51 |

## مشاكل قضائية
أغنية أخرى من الألبوم تدعى «خراب بيوت» تسببت لنانسي بمشاكل حيث تبين أن مقدمتها مأخوذة عن أغنية لفنان خليجي، وقالت عجرم أنها لم تكن تعلم بذلك. ليخرج إلى الإعلام الكاتب والملحن زياد برجي ويقول أن نانسي كانت تعلم بالأمر. مما أثار بلبلة وصفت بأنها أول خلاف يحصل وتكون عجرم طرفاً فيه. الأمر الذي جعل مدير أعمال عجرم جيجي لامارا يوضح ما حصل، حيث أن عجرم كانت تعلم أن مطلع الأغنية مأخوذ من أغنية للفنان فهد القبيسي، ولكنها لا تعلم أنه رافض للأمر وأنه سيرفع دعوى قضائية. كما أكد أن اتصالاً حصل بينه وبين الشاعر عبد العزيز العبكل كاتب وملحن الأغنية، وأنه أبدى موافقة على أن تكون مقدمة أغنية خراب بيوت من أغنيته باعتباره الملحن أيضاً، ولكن طلب أن يتم إعلام القبيسي بالموضوع، وتم تأكيد معرفته بالأمر. وأثناء الاتصال بالقبيسي كان يتجاهل الرد. وبعد أن صدرت الأغنية خرج ليلقي الاتهامات والوعيد طلباً للبروباغاندا فقط، على حد وصف لامارا.
في وقت لاحق خرج زياد برجي في لقاء إعلامي وأيد كلام جيجي لامارا واصفاً إياه بأنه محق واعتذر عن كلامه السابق في حق عجرم.

## وصلات خارجية
- الموقع الرسمي لنانسي عجرم